# Prusi
Prusi je skupen naziv za baltska plemena, ki so do srednjega veka živela ob spodnji Visli in Njemenu. Z Rimljani so trgovali z jantarjem. Tacit jih imenuje Aestui, v dokumentih iz 9. in 10. stoletja pa jih imenujejo Bruzi, Brusi, Pruzzi, Prusai in Prutheni.
Arheološke najdbe na tem področju kažejo veliko sorodnost njihove kulture s kulturo Leto-Litovcev in Slovanov. Živeli so v plemenskih skupnostih v majhnih razkropljenih naseljih brez močnejših medsebojnih povezav. Njihovo ozemlje je dobil v 13. stoletju v fevd nemški tevtonski viteški red (križniki), nekaj od poljskih vladarjev nekaj od cesarja Friderika II. (1226) pod pogojem, da Pruse pokorijo in pokristjanijo. Tevtonci so začeli osvajati njihovo ozemlje leta 1230. Prusi so se leta 1260 uprli in se vse do leta 1283 bojevali za svojo svobodo. Upor so nazadnje zatrli, večino Prusov pobili, preostale pa pokristjanili. Njihovo ozemlje so začeli kolonizirati nemški priseljenci in Prusi so se kmalu asimilirali in izginili.

## Pruski jezik
Pruski jezik, ki so ga govorili na področju Vzhodne Prusije, je izumrl konec 17. stoletja, ko ga je v celoti zamenjal nemški jezik. Jezik je s še živima latvijskim in litovskim jezikom spadal k baltiški veji indoevropskih jezikov in je delno poznan iz nekaj dokumentov: Elbinškega slovarja, v katerem sta 802 besedi in je nastal v 14. stoletju, njegovega prepisa iz 15. stoletja, slovarja dominikanca Simona Grunaua, dveh prevodov katekizma iz leta 1545 in prevoda Luterjevega Enchiridiona iz leta 1561.

## Vir
- Opća enciklopedija JLZ, VI, Nih-Raš, 666-667, Zagreb (1980)